# Нігер (штат)
Нігер (англ. Niger State) — штат у центрально-західній частині Нігерії. Найбільший за площею і 13-й за населенням штат Нігерії. Адміністративний центр штату — місто Мінна.

## Історія
Утворений 3 лютого 1976 року. На території штату діють закони шаріату, хоча проживає чимала кількість християн.
У штаті проживає народ дукава, що розмовляє мовою хун-сааре.

## Адміністративний поділ
Адміністративно штат ділиться на 25 територій місцевого управління:
- Agaie
- Agwara
- Біда
- Borgu
- Bosso
- Chanchaga
- Edati
- Gbako
- Gurara
- Katcha
- Kontagora
- Lapai
- Lavun
- Magama
- Mariga
- Mashegu
- Mokwa
- Munya
- Paikoro
- Rafi
- Rijau
- Shiroro
- Суледжа
- Tafa
- Wushishi

## Економіка
Нігер — сільськогосподарський штат Нігерії.